# Касунгу (город)
Касу́нгу (англ. Kasungu) — город в Центральном регионе Малави. Административный центр округа Касунгу. По состоянию на 2012 год в городе проживает 51 082 человека. Климат тёплый, тропический. Сезон дождей в период с ноября по декабрь и с марта по апрель. Местные жители говорят на языке ньянджа. В населённом пункте имеется аэропорт Касунгу.
В городе родился первый президент страны — Хастингс Банда.